# وینتون (نبراسکا)
وینتون(به انگلیسی: Winnetoon) شهری در ایالت نبراسکا کشور ایالات متحده آمریکا است که جمعیت آن در سرشماری سال ۲۰۱۰ میلادی، ۶۸ نفر بوده‌است.